# Nowosiołki (obwód homelski)
Nowosiołki (biał. Навасёлкі, Nawasiołki, ros. Новосёлки, Nowosiołki) – wieś na Białorusi, w obwodzie homelskim, w rejonie chojnickim, w sielsowiecie Sudkowo. W 1921 roku znajdowały się w niej 63 budynki.